# Edgar Palacios (pastor)
Edgar Palacios es un pastor bautista, activista de derechos humanos y diplomático salvadoreño.

## Activismo de paz
Durante el conflicto armado interno de El Salvador, Palacios era pastor de una comunidad bautista en San Salvador. En esta calidad, participó en la fundación del Consejo Nacional de Iglesias en El Salvador, sirviendo como Director Ejecutivo de esta entidad durante tres años, así como Presidente del Comité Permanente del Debate Nacional para Paz, colaborando en esta tarea con el obispo luterano Medardo Gómez.
En 1989, Palacios y su esposa Amparo tuvieron que abandonar El Salvador y viajar como refugiados a Washington, D.C., donde residen hasta la fecha. Allí  continuaron su activismo por la paz y el respeto de los derechos humanos en su país de origen. El 6 de febrero de 1990, el reverendo Palacios testificó ante la Comisión de Asuntos Exteriores de la Cámara de Representantes de los Estados Unidos sobre las violaciones a derechos humanos en El Salvador.
De acuerdo a Amnistía Internacional, las denuncias de Palacios junto con otros dirigentes cristianos, contribuyeron al cese de las actividades de los Escuadrones de la Muerte, grupos paramilitares cuya dirección fue atribuida al dirigente político conservador Roberto D'Aubuisson.
En 1992, el reverendo Palacios fue testigo de honor en el acto de firma de los acuerdos de paz de los Acuerdos de Paz de Chapultepec que pusieron fin a la guerra civil salvadoreña.
En 2012, la Alianza Bautista Mundial otorgó a Palacios, el Premio de Derechos Humanos Denton y Janice Lotz.
El 3 de septiembre de 2016, el ministro de Relaciones Exteriores de El Salvador, Hugo Martínez anunció que Palacios había sido designado como Embajador de El Salvador ante el Gobierno de Canadá, sustituyendo al académico Óscar Mauricio Duarte.

## Posiciones pastorales
Palacios ha servido desde la década de 1990 como Pastor Asociado de Educación Cristiana en la Calvary Baptist Church de Washington, D.C., ministrando entre la comunidad migrante de esa ciudad. Además, ha organizado viajes anuales de misión a El Salvador. 
Palacios ha sido miembro de la mesa directiva de Baptist Peace Fellowship of North America, una asociación de comunidades bautistas que promueve la reconciliación y la cultura de paz.